# Instituto Valenciano de la Juventud

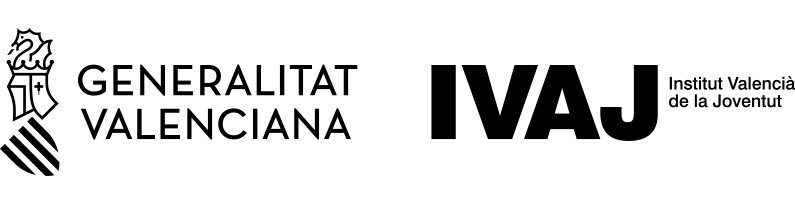

El Instituto Valenciano de la Juventud o IVAJ (en valencià, Institut Valencià de la Joventut) es un organismo autónomo de la Generalidad Valenciana con personalidad jurídica pública, patrimonio y tesorería propios, y autonomía de gestión adscrito a la consejería competente en materia de juventud y que tiene como función destacada el liderazgo en el impulso y la coordinación de las políticas de juventud, tanto en el ámbito de la Generalidad Valenciana como en el conjunto de agentes intervinientes en el territorio de la Comunidad Valenciana, fue creado por la Ley Valenciana sobre el Instituto Valenciano de la Juventud en el año 1989 y modificado posteriormente por la Ley de políticas integrales de juventud de 2017.

## Antecedentes
El Estatuto de Autonomía de la Comunidad Valenciana, en su artículo 31.25, confiere a la Generalidad Valenciana competencias exclusivas en materia de juventud. En el año 1983 la Consejería de Cultura, Educación y Ciencia recibió la atribución de la gestión de estas competencias, entonces, mediante la Dirección General de Juventud y Deportes, y en el año 1987 de la Dirección General de la Juventud. La política juvenil a desplegar por los poderes públicos debe enmarcarse en la promoción de la participación libre y eficaz; de la juventud en el despliegue político, social, económico y cultural, tal y como establece el artículo 48 de la Constitución Española y debe estar, por tanto, formulada y aplicada de forma integral. La superación de las dificultades que la sociedad actual, con sus múltiples problemáticas, ofrece para la integración activa de los jóvenes valencianos debe constituir un objetivo prioritario de la actuación de las instituciones valencianas, con el diseño de una política integral de juventud . Los jóvenes deben ser objeto y protagonistas directos de la política integral y, por tanto, su participación en la vida colectiva debe ser la finalidad primera de esa política de Juventud. Las prestaciones de la Administración a los jóvenes deben constituir una serie de servicios basados en las necesidades prioritarias de la juventud, y abiertos a colaborar con las iniciativas sociales dispuestas a favorecer el hecho juvenil. La creciente complejidad e interdependencia de la vida social determina que cualquier asunto o decisión afecta a múltiples intereses. Los supuestos de coparticipación son cada vez más numerosos y así las técnicas de cooperación, colaboración y coordinación interinstitucional adquieren un papel muy destacado. Atendiendo a estas necesidades, las Cortes Valencianas, como órgano supremo de representación de la voluntad de los valencianos, y en uso de sus facultades legislativas aprobó la Ley de Creación del Instituto Valenciano de la Juventud, con el fin de garantizar la realización de una política juvenil de carácter integral y, sobre todo, para lograr la máxima coordinación en la actuación de las Administraciones valencianas mientras que afecte a cualquier aspecto de la vida cotidiana de los jóvenes.
Por su parte, la Ley 18/2010, de 30 de diciembre, de juventud, reafirmaba y reforzaba el papel del asociacionismo juvenil al tiempo que otorgaba un nuevo papel al Instituto Valenciano de la Juventud, como ente impulsor de las tareas de coordinación de la ejecución de políticas integrales en el seno de la Generalidad Valenciana.
La Ley de políticas integrales de juventud del 10 de noviembre de 2017 actualiza la regulación del IVAJ con un texto normativo moderno que tiene como objetivo prioritario ayudar a los jóvenes a construir su proyecto de vida y garantizar su participación en la política pública.

## Recursos y servicios para la juventud
La Red Joven dispondrá, al menos para su funcionamiento, de los siguientes recursos y servicios:

### Red Valenciana de Información y Animación Juvenil
La Red Valenciana de Información y Animación Juvenil la integran aquellos servicios promovidos en la Comunitat Valenciana por entidades sin ánimo de lucro que tengan por objeto desarrollar servicios de información, formación, asesoramiento u orientación, especialmente dirigidos a jóvenes en sus procesos de emancipación, y que hayan sido reconocidos y registrados por el Institut Valencià de la Joventut.
El Instituto Valenciano de la Juventud, en colaboración con el resto de integrantes de la Red Valenciana de Información y Animación Juvenil, establecerá una red virtual de información juvenil que ofrecerá contenidos y servicios de calidad, en Internet y en las redes sociales, a toda la juventud valenciana ya los profesionales de la juventud.

### Red Valenciana de Ocio Educativo
La Red Valenciana de Ocio Educativo es el conjunto de los servicios y espacios físicos que sirven para la realización de actividades de ocio educativo, sociales, culturales, deportivas, medioambientales y de tiempo libre que permitan el desarrollo integral de la juventud y que educan en hábitos de participación y en valores de compromiso e integración social.
Estas actividades las deben promover entidades sin ánimo de lucro o ayuntamientos, y constituyen una oferta estable y periódica que ayuda a los y las jóvenes a desarrollarse como personas. Los servicios y espacios físicos que integran esta red deben ser reconocidos y registrados por el Institut Valencià de la Joventut. Los requisitos que deben cumplir las entidades titulares de los servicios y los espacios se determinan reglamentariamente.
Los objetivos de la Red Valenciana de Ocio Educativo son: Reconocer las actividades que ya se realizan en el ámbito del tiempo libre, desde el punto de vista de la educación no formal.
1. Garantizar la promoción de la infancia y la adolescencia, el interés superior del menor y la juventud en su desarrollo integral, así como la prevención, detección y protección frente a circunstancias y conductas de riesgo.

● Impulsar y coordinar un ámbito de referencia orientador, saludable y flexible para el desarrollo integral de la infancia, la adolescencia y la juventud.
1. Promover la profesionalización de los agentes de ocio educativo.
2. Fomentar la educación en la participación.

● Impulsar la intervención con personas jóvenes en el ámbito local. El Instituto Valenciano de la Juventud promueve, con la consejería responsable de educación, medidas transversales de conexión entre la educación no formal y la educación formal de jóvenes y adolescentes.
La Generalidad Valenciana, a través del Instituto Valenciano de la Juventud, mantiene una red de instalaciones públicas cuyo destino prioritario es el ejercicio de actividades de ocio educativo de carácter cultural, social, lúdico, deportivo , medioambiental e inclusivo.

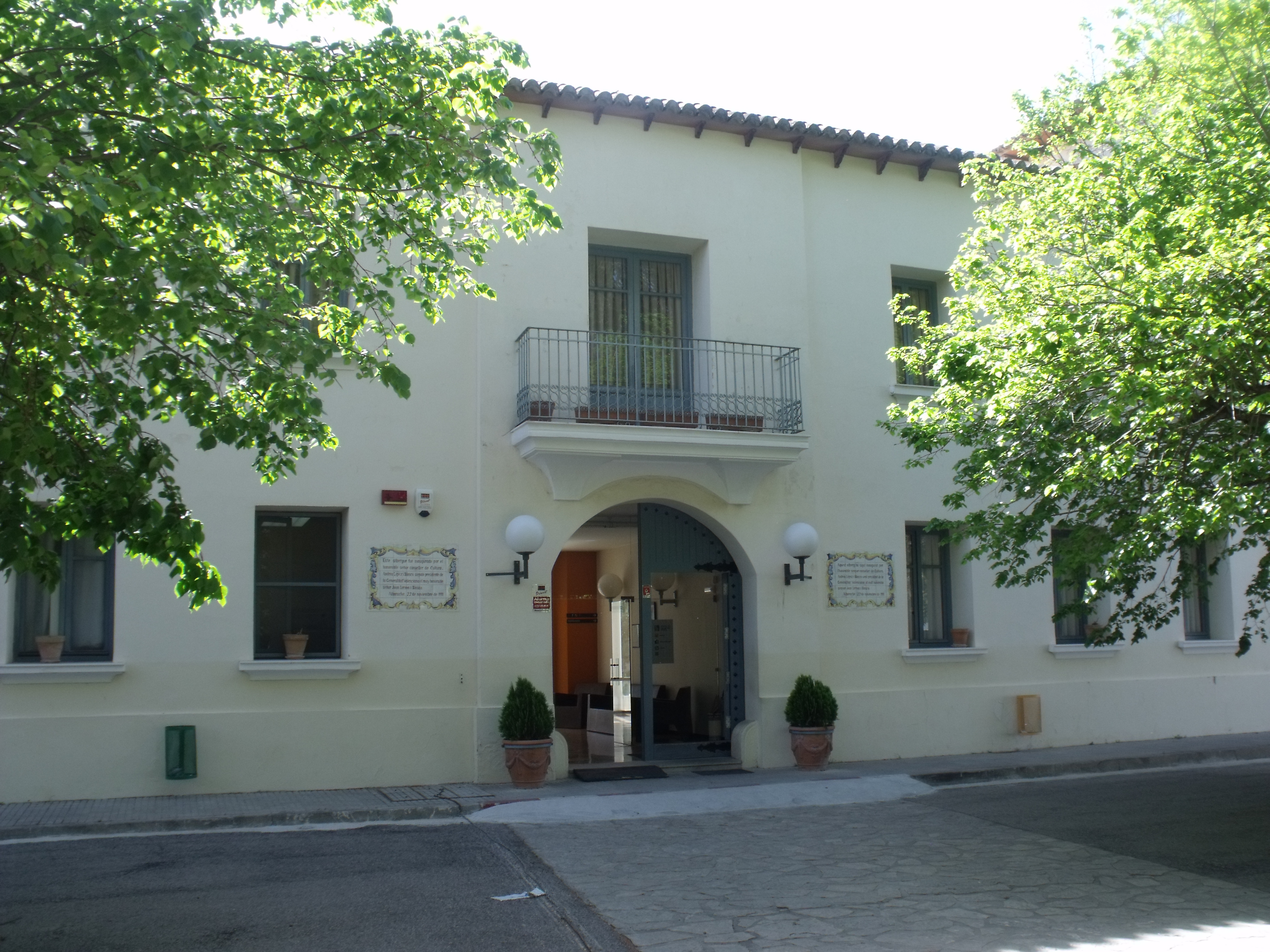
Albergue Juvenil Torre de Alborache

### Red Valenciana de Albergues Juveniles
La Red Valenciana de Albergues Juveniles la forman los albergues juveniles de titularidad del Instituto Valenciano de la Juventud, así como todos los albergues juveniles de titularidad pública o privada que, previo cumplimiento de los requisitos establecidos la ley y la normativa que la desarrolla, sean reconocidos por el IVAJ como tales y estén incluidos al efecto en el censo de albergues juveniles estatal. La Red Valenciana de albergues juveniles forma parte de la oferta de albergues de la Comunidad Valenciana.

### Se colas de animación juvenil

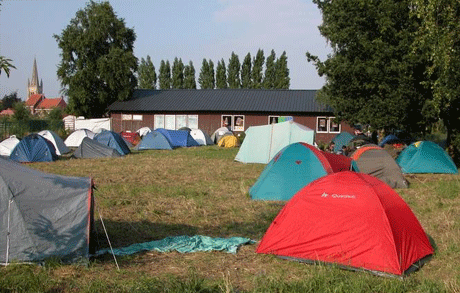
Campamento

El Instituto Valenciano de la Juventud, atiende a la formación de animadores juveniles y de monitores de tiempo libre y al reconocimiento de las escuelas de formación de animadores juveniles en el ámbito de la Comunitat Valenciana.

Todas las escuelas de animación juvenil participan y son consultadas en materia de formación en animación juvenil en el Foro de Escuelas de Animación. 
El Instituto Valenciano de la Juventud debe presentar cada año una propuesta de formación para las personas responsables y profesionales de juventud que debe incluir, al menos, un encuentro anual, espacios de debates y de reflexión conjunta y una oferta de cursos. Asimismo, debe crear un espacio de recogida y difusión de documentación sobre juventud.
Las personas que realicen o deban realizar actividades educativas de tiempo libre, así como funciones de coordinación de actividades de tiempo libre y de dirección de centros de vacaciones, con niños y jóvenes, en la Comunitat Valenciana, deberán disponer de una formación y de una acreditación adecuada, de acuerdo con la normativa vigente. El IVAJ debe establecer un sistema de acreditación de las competencias adquiridas en el voluntariado juvenil.

### Carnet Jove y otras credenciales

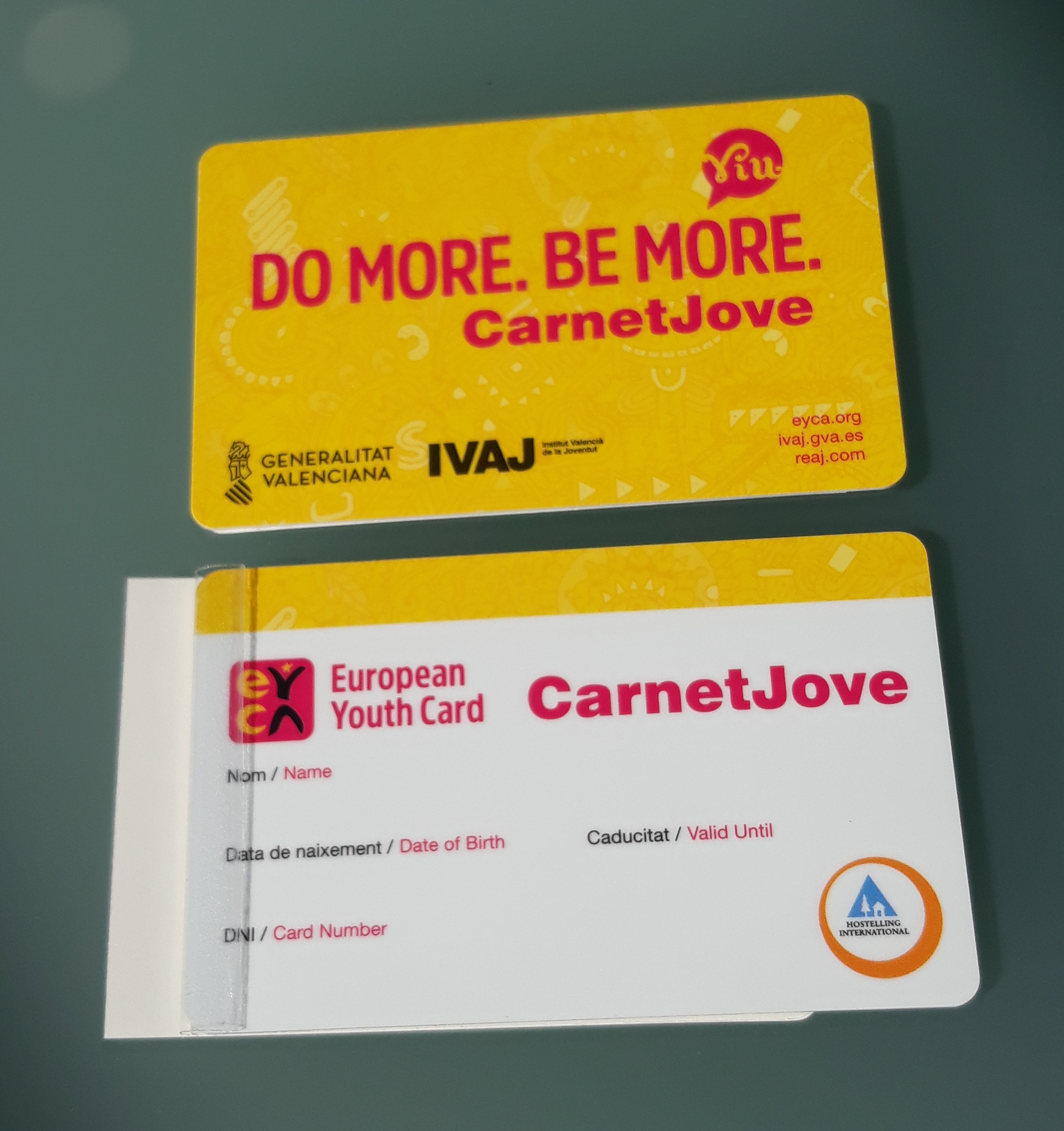
Carnet Joven de la Generalidad Valenciana

El IVAJ debe potenciar programas destinados a promover y facilitar el acceso de la población juvenil a servicios y productos de carácter cultural, deportivo, recreativo, de consumo, de transporte y similares, con la intermediación y, en su caso, la concesión de determinadas ventajas económicas mediante la expedición del Carnet Joven y otras credenciales. También debe ofrecer productos de movilidad juvenil que se adecúen a los recursos económicos de las personas jóvenes, que faciliten el conocimiento de la historia, el territorio y el patrimonio valencianos, y que aumenten también sus posibilidades de conocer a otras personas y realidades, tanto a nivel estatal como europeo o mundial. La emisión y gestión de los carnés corresponden al Instituto Valenciano de la Juventud, que lo llevará a cabo directamente oa través de entidades públicas o privadas.

### Servicio de Asesoramiento y Recursos Técnicos para Municipios
El IVAJ ofrece a los municipios asesoramiento para que puedan elaborar y llevar a cabo sus planes locales de juventud, y propondrá recursos técnicos para llevar a cabo, coordinadamente, actividades y campañas de sensibilización. Al mismo tiempo, establecerá un sistema de ayudas y subvenciones para apoyar estas iniciativas.

## Histórico de cargos
|             | Director General          | Secretario General             | Consejería adscrita                                    |
| 1989 - 1995 | Joan Calabuig Rull        | Joan Ignasi Pla i Durà         |                                                        |
| 1996 - 1999 | Chimo Lanuza Ortuño       |                                |                                                        |
| 1999 - 2003 | Carlos Mazón Guixot       | Elvira Suanzes Fernández       |                                                        |
| 2003 - 2007 | Marcos Alós Cía           |                                |                                                        |
| 2007 - 2011 | Adrián Ballester Espinosa | Belén Hoyo Juliá               |                                                        |
| 2011 - 2015 | Marcos Sanchis Fernández  | Juan Carlos Caballero Montañés |                                                        |
| 2015 - 2023 |                           | Jesús Martí Nadal              | Consejería de Igualdad y Políticas Inclusivas          |
| 2023 -      | Vicente Ripoll Gimeno     |                                | Conselleria de Servicios Sociales, Igualdad y Vivienda |